# Always Thankyou
Always Thankyou（オールウェイズサンキュー）は、芸能事務所スターダストプロモーション第三事業部・ティーン部門に所属する女性俳優志望のタレントが所属する劇団ユニットである。
舞台外での活動名「Always Loveyou」及び前身の「少女劇団いとをかし（劇団いとをかし）」、「Do It Over」についても後述する。

## 概要
2023年、スターダストプロモーション制作3部（現 第三事業部）のティーン部門より女性俳優志望が集結して劇団「Always Thankyou」が結成された。2023年7月1日に劇団名「Always Thankyou」が発表され、第1回公演開催の告知がなされた。
劇団「Always Thankyou」はスターダストプロモーション芸能3部（現 第三事業部）の女性俳優育成のための場として2014年に立ち上げ上げられたユニット「少女劇団いとをかし（劇団いとをかし）」、2020年に改称された劇団「Do It Over」の流れを組む演劇ユニットであり、2023年に劇団「Do It Over」から現在の劇団「Always Thankyou」に改称された。
Always Thankyouという劇団名は、応援して下さるお客様に「いつもありがとう」という感謝の意味も込めて命名された。
前身の「少女劇団いとをかし（劇団いとをかし）」、劇団「Do It Over」とは異なる特徴として、舞台外の活動については「Always Loveyou」（2023年10月22日発足）という別名義で活動を行っている点が挙げられる。
前身劇団と同じ特徴としては、公演での芝居の中に歌とダンスが組み込まれている点がある。Always Thankyou第2回公演『放課後WARS DIARY』では20分間ノンストップで歌とダンスを披露するシーンがあった。
2025年6月22日に同年8月30日・31日に開催が予定されている第3回公演をもって劇団Always Thankyouとしての活動を終了することが発表された。なお、Always Loveyouに関しては活動が継続される予定となっている。

### メンバー
第1回公演から第2回公演の間に北野夏々が脱退し、次いで2024年3月24日のAlways Loveyouのフリーライブイベントをもって平野結愛・渡辺梨世が脱退した。
一方で、第1回公演から第2回公演の間に羽野瑠華・高嶋杏・瑞城さくらが新たに加わった。
第2回公演時点では10名（相羽星良・羽野瑠華・大高みなみ・大桃ゆず・彩永あいり・鈴野いおり・高嶋杏・瑞城さくら・美南早希・雪野雪明）が所属していた。
2024年9月29日より、第2回公演メンバーから相羽星良・鈴野いおり・高嶋杏・瑞城さくら・雪野雪明の5名が脱退し、5名（彩永あいり・大高みなみ・美南早希・大桃ゆず・羽野瑠華）体制となった。

### 公演
| #     | タイトル             | 日程                  | 場所                                     | 脚本          | 演出     | 出演 | 備考   |
| ----- | -------------------- | --------------------- | ---------------------------------------- | ------------- | -------- | --- | ------ |
| 第1回 | 『制服少女』         | 2023年9月2日・3日     | 渋谷区文化総合センター大和田 伝承ホール  | A・ロックマン | 阿達由香 | 相羽星良、大高みなみ、大桃ゆず、北野夏々、彩永あいり、鈴野いおり、平野結愛、美南早希、雪明、渡辺梨世     | [ 8 ]  |
| 第2回 | 『放課後WARS DIARY』 | 2024年8月31日・9月1日 | ラゾーナ川崎プラザソル                   | 宮崎アスカ    | 阿達由香 | 相羽星良、羽野瑠華、大高みなみ、大桃ゆず、彩永あいり、鈴野いおり、高嶋杏、瑞城さくら、美南早希、雪野雪明 | [ 9 ]  |
| 第3回 | 『ONOBORISAN』       | 2025年8月30日・31日   | 渋谷区文化総合センター大和田6F伝承ホール | 阿達由香      | 阿達由香 | 羽野瑠華、大高みなみ、大桃ゆず、彩永あいり、美南早希                                                     | [ 10 ] |

### イベント
- 女・組長祭2023（恵比寿ザ・ガーデンホール、2023年9月17日） - Always Thankyou（相羽星良・大高みなみ・大桃ゆず・北野夏々・彩永あいり・鈴野いおり・美南早希・雪明・渡辺梨世）が出演[11]。

## Always Loveyou
Always Loveyou（オールウェイズラブユー）は、劇団Always Thankyouの公演に向けて、舞台を更に盛り上げるべく2023年10月22日に誕生したグループであり、舞台以外での活動をする際に使用する名称となる。かつてはAlways Thankyouの中からメンバーが選抜されてAlways Loveyouとして活動していたが、2024年9月29日からの5人体制以降はAlways Thankyouのメンバー全員がAlways Loveyouメンバーとなっている。
Always Loveyouというグループ名は、「応援して下さるお客様に愛を込めて」という意味が含まれている。

### メンバー
Always Thankyou第1回公演から第2回公演の間の2024年3月24日のAlways Loveyouのフリーライブイベントをもって平野結愛・渡辺梨世が脱退した。
Always Thankyou第2回公演時点ではAlways Thankyouメンバーから高嶋杏、瑞城さくらを除いた8名（相羽星良・羽野瑠華・大高みなみ・大桃ゆず・彩永あいり・鈴野いおり・美南早希・雪野雪明）が所属していた。
2024年9月29日より、相羽星良・鈴野いおり・雪野雪明の3名が脱退し、5名（彩永あいり・大高みなみ・美南早希・大桃ゆず・羽野瑠華）体制となった。
2025年3月12日にグループカラー、メンバーカラーが設定された。グループカラーは赤、メンバーカラーは彩永あいりが紫、大高みなみが黄色、美南早希がピンク、大桃ゆずが緑、羽野瑠華が青となった。

### ディスコグラフィ

#### 配信限定シングル
| #                          | 配信開始日                 | タイトル                       | 収録曲                                       | 備考                       |
| スターダストプロモーション | スターダストプロモーション | スターダストプロモーション     | スターダストプロモーション                   | スターダストプロモーション |
| -------------------------- | -------------------------- | ------------------------------ | -------------------------------------------- | -------------------------- |
| 1                          | 2024年7月1日               | Always Loveyou Special Edition | 1. 制服少女～ヒマワリが咲く場所～ 2. OTAKARA | [ 16 ]                     |
| 2                          | 2024年11月20日             | 劇的ヒロイン                   | 1. 劇的ヒロイン                              | [ 17 ]                     |
| 3                          | 2025年3月12日              | 愛とか恋とか知らない           | 1. 愛とか恋とか知らない                      | [ 18 ]                     |
| 4                          | 2025年6月11日              | Ready!                         | 1. Ready!                                    | [ 19 ]                     |

- 『Always Loveyou Special Edition』（2024年7月1日配信開始）[16]

1. 制服少女～ヒマワリが咲く場所～（作詞：阿達由香、作曲/編曲：藤田卓也） - Always Thankyou第1回公演『制服少女』披露曲
2. OTAKARA（作詞：阿達由香・作曲/編曲：藤田卓也） - Do It Over第2回公演『オタカラ！』披露曲

- 『劇的ヒロイン』（2024年11月20日配信開始）[17]

1. 劇的ヒロイン（作詞：阿達由香、作曲/編曲：太田晴之） - Always Thankyou第2回公演『放課後WARS DIARY』披露曲

- 『愛とか恋とか知らない』（2025年3月12日配信開始）[18]

1. 愛とか恋とか知らない（作詞/作曲/編曲：太田晴之） - グループ初のオリジナル楽曲

- 『Ready!』（2025年6月11日配信開始）[19]

1. Ready!（作詞：金子麻友美、作曲/編曲：山本玲史）

### イベント
- Jack in the Box（duo MUSIC EXCHANGE、2023年11月11日） - Always Loveyou（相羽星良・羽野瑠華・大高みなみ・大桃ゆず・彩永あいり・鈴野いおり・平野結愛・美南早希・雪明・渡辺梨世）が出演[20]。
- 女・組長祭2024（渋谷区文化総合センター大和田 さくらホール、2024年11月3日） - Always Loveyou（彩永あいり・大高みなみ・美南早希・大桃ゆず・羽野瑠華）が出演[21]。
- STARDUST THE PARTY 2024（横浜BUNTAI、2024年11月22日 - 23日） - Always Loveyou（彩永あいり・大高みなみ・美南早希・大桃ゆず・羽野瑠華）がオープニングアクトとして出演[22][23][24]。
- 超ときめき♡宣伝部「ときめき♡春の晴れ舞台2025」（横浜BUNTAI、2025年4月27日） - Always Loveyou（彩永あいり・大高みなみ・美南早希・大桃ゆず・羽野瑠華）がオープニングアクトとして出演[25]。

## 略歴

### 少女劇団いとをかし
少女劇団いとをかし（しょうじょげきだんいとをかし）は、スターダストプロモーション芸能3部（現 第三事業部）・ティーン部門に所属する女性俳優志望のタレントにより2014年7月14日に結成された劇団である。
「少女劇団いとをかし」として全10回（第1回公演～第10回公演）公演が開かれた。
2019年5月17日に劇団員として活動するメンバー6名（小西はる・朝日奈芙季・杉浦さくら・渡辺梨世・星乃明日美・崎本紗衣）を選抜したことに伴い劇団名も「劇団いとをかし」（げきだんいとをかし）に改名された。
「劇団いとをかし」として全1回（第11回公演）公演が開かれた。
2020年に「劇団いとをかし」から劇団「Do It Over」へと改称された。

#### 概要
「少女劇団いとをかし」はスターダストプロモーション芸能3部（現 第三事業部）の女性俳優育成のための場として立ち上げられたユニットであり、演劇の要素とライブの要素を詰め込むことで、少女たちをパフォーマーとして成長させようとしたものであった。「いとをかし」というユニット名は、第1回・第2回公演の脚本・演出を担当した近藤キネオによって命名された。
公演出演者について、第1回公演から第4回公演までは芸能3部（現 第三事業部）内の希望者全員を出演させていたが、第5回公演以降は事務所内でのオーディションに合格したもののみが出演可能となっていた。また第3回公演以降は地方営業所のメンバーも出演していた。
2014年7月14日に結成が発表され、2014年9月6日から同年9月7日に第1回公演『その日の教室では』が上演された。第1回公演に出演したメンバーは18名。なお、チケットは前売り完売した。
2015年4月11日には第2回公演に出演した辻野、小泉、坂井、吉川、永坂の5名によるアイドルグループ「ときめき♡宣伝部」（現 超ときめき♡宣伝部）の結成が発表された。
2017年2月5日の第6回公演千秋楽は、先行販売にてチケットが完売し、一般販売および当日販売はされなかった。
2019年5月17日に劇団員として活動するメンバー6名（小西はる・朝日奈芙季・杉浦さくら・渡辺梨世・星乃明日美・崎本紗衣）を選抜したことに伴い劇団名も「劇団いとをかし」に改名された。
「劇団いとをかし」としては第11回公演のみの開催となり、翌年2020年に劇団「Do It Over」に改称された。

#### 公演
| #                  | タイトル                           | 日程                                 | 場所                                  | 脚本               | 演出               | 出演 | 備考               |
| 少女劇団いとをかし | 少女劇団いとをかし                 | 少女劇団いとをかし                   | 少女劇団いとをかし                    | 少女劇団いとをかし | 少女劇団いとをかし | 少女劇団いとをかし | 少女劇団いとをかし |
| ------------------ | ---------------------------------- | ------------------------------------ | ------------------------------------- | ------------------ | ------------------ | --- | ------------------ |
| 第1回              | 『その日の教室では』               | 2014年9月6日 - 9月7日 ※計4ステージ   | 川崎市アートセンター アルテリオ小劇場 | 近藤キネオ         | 近藤キネオ         | 矢野優花、小池梨緒、美咲アリス、小田桐汐里、辻野かなみ、高橋咲樹、白川怜奈、長城祝華、坂井仁香、櫻愛里紗、芽奈、青山愛依、鮫島彩華、永坂真心、渡邊璃音、中村ひなの、石黒詩苑、本庄風月（以上、少女劇団いとをかし） 真下玲奈                                                    | 公式サイト         |
| 第2回              | 『ともだちの数え方』               | 2015年1月31日 - 2月1日 ※計4ステージ  | ラゾーナ川崎プラザソル                | 近藤キネオ         | 近藤キネオ         | 美咲アリス、辻野かなみ、高橋咲樹、白川怜奈、小泉遥香、長城祝華、坂井仁香、吉川ひより、櫻愛里紗、鮫島彩華、永坂真心、瑞城さくら（以上、少女劇団いとをかし） 栗田萌 | 公式サイト         |
| 第3回              | 『シーパー』                       | 2015年9月5日 - 9月6日 ※計4ステージ   | 川崎市アートセンター アルテリオ小劇場 | 金沢知樹           | 金沢知樹           | 美咲アリス、辻野かなみ、高橋咲樹、白川怜奈、小泉遥香、長城祝華、芽奈、坂井仁香、吉川ひより、櫻愛里紗、鮫島彩華、青山愛依、永坂真心、渡邊璃音、早川あひる、石黒詩苑、西田圭李、奥森皐月、瑞城さくら、羽野真央、きなこ（以上、少女劇団いとをかし） 松尾寧夏                      | 公式サイト         |
| 第4回              | 『シーパー REMAKE』                | 2016年2月13日 - 2月14日 ※計4ステージ | ラゾーナ川崎プラザソル                | 金沢知樹           | 金沢知樹           | 美咲アリス、辻野かなみ、高橋咲樹、白川怜奈、小泉遥香、長城祝華、坂井仁香、吉川ひより、櫻愛里紗、青山愛依、永坂真心、渡辺梨世、西谷星彩、桜野希子、広井こころ、早川あひる、石黒詩苑、西田圭李、青木菜々香、奥森皐月、大澤彩花、本庄風月、瑞城さくら（以上、少女劇団いとをかし） | 公式サイト         |
| 第5回              | 『46がくれた君のこえ～夏～』       | 2016年9月3日 - 9月4日 ※計4ステージ   | 川崎市アートセンター アルテリオ小劇場 | 金沢知樹           | 金沢知樹           | 小西はる、長城祝華、牧内莉亜、渡辺梨世、きなこ、星乃明日美、早川あひる、石黒詩苑、青木菜々香、華野瑚子、瑞城さくら、和泉詩（以上、少女劇団いとをかし） | 公式サイト         |
| 第6回              | 『ブのカツのハナシ』               | 2017年2月4日 - 2月5日 ※計4ステージ   | 川崎市アートセンター アルテリオ小劇場 | 金沢知樹           | 金沢知樹           | 羽野瑠華、小西はる、長城祝華、朝日奈芙季、牧内莉亜、渡辺梨世、葉月結菜、堀口日萌、早川あひる、石黒詩苑、西田圭李、本庄風月、華野瑚子、羽野真央（以上、少女劇団いとをかし） | 公式サイト         |
| 第7回              | 『私と日記を巡る、いくつかの物語』 | 2017年9月2日 - 9月3日 ※計4ステージ   | 川崎市アートセンター アルテリオ小劇場 | 金沢知樹           | 金沢知樹           | 小西はる、朝日奈芙季、杉浦さくら、牧内莉亜、渡辺梨世、きなこ、広井こころ、西田圭李、神山凛、美南早希、本庄風月、崎本紗衣（以上、少女劇団いとをかし） | 公式サイト         |
| 第8回              | 『ど・ヤンキーmeetsザ・ギャル』    | 2018年2月10日 - 2月12日 ※計6ステージ | 川崎市アートセンター アルテリオ小劇場 | 藤原珠恵           | 藤原珠恵           | 彩永あいり、小西はる、秦穂香、朝日奈芙季、湊梨紗、杉浦さくら、横堀菜々美、牧内莉亜、渡辺梨世、星谷汐音、美波はる、武野汐那（以上、少女劇団いとをかし） | 公式サイト         |
| 第9回              | 『夢の中の恋人と、いちごの関係？』 | 2018年8月18日 - 8月19日 ※計4ステージ | 川崎市アートセンター アルテリオ小劇場 | 右手愛美           | コロ               | 小西はる、朝日奈芙季、湊梨紗、杉浦さくら、牧内莉亜、渡辺梨世、朝倉ひなか、星乃明日美、美南早希、本庄風月、伏見彩、崎本紗衣、武野汐那、和泉詩（以上、少女劇団いとをかし） | 公式サイト         |
| 第10回             | 『LOOK UP!』                       | 2019年2月9日 - 2月11日 ※計6ステージ  | ラゾーナ川崎プラザソル                | コロ               | コロ               | 小西はる、朝日奈芙季、杉浦さくら、青山愛依、渡辺梨世、朝倉ひなか、星乃明日美、若柳琴子、小高サラ、崎本紗衣、武野汐那、星希瑠亜（以上、少女劇団いとをかし） 大久保聡美 | 公式サイト         |
| 劇団いとをかし     |                                    |                                      |                                       |                    |                    | |                    |
| 第11回             | 『卒業式はバイバイブーで』         | 2019年8月30日 - 9月1日 ※計6ステージ  | 川崎市アートセンター アルテリオ小劇場 | いちかわニャー     | 阿達由香           | 杉浦さくら、渡辺梨世、崎本紗衣（以上、劇団いとをかし） 滝澤史、羽野瑠華、結月彩、鈴野いおり、星希瑠亜、仁心にこ、喜山真帆、相羽星良、本堂杏奈、永岡心花 | 公式サイト         |

#### イベント
- ふじいとヨメの7日間戦争「イエローサミット」（日本青年館、2015年1月7日） - 長城祝華、坂井仁香、鮫島彩華の3名が前説を担当。
- スターダストセクション３営業所祭り〜夏のカオス〜（横浜ベイホール、2016年8月28日） - 瑞城さくら、和泉詩がMCを担当。
- 組長祭2018（渋谷区文化総合センター大和田 さくらホール、2018年9月9日） - 「少女劇団いとをかし」（小西はる・朝日奈芙季・湊梨紗・杉浦さくら・渡辺梨世）などが出演[42][43][44]。
- 女・組長祭2019（渋谷区文化総合センター大和田 さくらホール、2019年9月22日） - 「劇団いとをかし」（小西はる・朝日奈芙季・杉浦さくら・渡辺梨世・星乃明日美・崎本紗衣）などが出演[45]。

#### 書籍
- 『HUSTLE PRESS 02』（HUSTLE PRESS、2016年） - 早川あひる、青木菜々香へのインタビュー記事。

### Do It Over
Do It Over（ドゥーイットオーバー）は、スターダストプロモーション制作3部（現 第三事業部）のティーン部門より女性俳優志望が集結して2020年に「劇団いとをかし」を改称する形で結成された。
2020年7月10日に劇団名「Do It Over」が発表され、第1回公演開催の告知がなされた。
2023年に劇団「Do It Over」から劇団「Always Thankyou」へと改称された。

#### 概要
「少女劇団いとをかし」、「劇団いとをかし」を継承する劇団として、スターダストプロモーション制作3部（現 第三事業部）所属のティーン部門からオーディションによって選ばれた女性俳優志望の13名が選抜されて劇団「Do It Over」が結成された。
劇団「Do It Over」としては全5回の公演が開催された。
2023年に劇団「Do It Over」から劇団「Always Thankyou」に改称された。

#### 公演
| #     | タイトル                                     | 日程                   | 場所                                    | 脚本           | 演出       | 出演 | 備考 |
| ----- | -------------------------------------------- | ---------------------- | --------------------------------------- | -------------- | ---------- | --- | ---- |
| 第1回 | 『ちゅうちゅうちゅーーう（血）』             | 2020年8月29日 - 30日   | 川崎市アートセンターアルテリオ小劇場    | 木乃江祐希     | 木乃江祐希 | 相羽星良、入江美沙希（BREAK TIME GIRLS）、北野夏々、来栖美歩、崎本紗衣、鈴野いおり、高嶋杏、永岡心花、藤本ばんび、本堂杏奈、牧内莉亜、吉田有梨沙（BREAK TIME GIRLS）、渡辺梨世                         |      |
| 第2回 | 『オタカラ！』                               | 2021年8月28日 - 29日   | 川崎市アートセンターアルテリオ小劇場    | 金沢知樹       | 阿達由香   | 和泉詩、入江美沙希（BREAK TIME GIRLS）、羽野瑠華、大高みなみ、織田ひまり（BREAK TIME GIRLS）、きなこ（※Wキャスト）、崎本紗衣、鈴野いおり、仲村悠菜、西垣有彩、速瀬愛（※Wキャスト）、福永彩乃、渡辺梨世 |      |
| 第3回 | 『部屋と僕と弟のハナシ』                     | 2022年4月16日 - 17日   | 川崎市アートセンターアルテリオ小劇場    | 金沢知樹       | 阿達由香   | 和泉詩、大高みなみ、華野瑚子、鈴野いおり、仁心にこ、西谷星彩、福永彩乃、美南早希、安田野乃 |      |
| 第4回 | 『その日、そのステージの上で』               | 2022年9月3日 - 4日     | 渋谷区文化総合センター大和田 伝承ホール | Ａ・ロックマン | 阿達由香   | 和泉詩、入江美沙希、羽野瑠華、大高みなみ、大山蒼生、織田ひまり、北野夏々、西田圭李、羽野真央、福永彩乃、美南早希、若山天音                                                                             |      |
| 第5回 | 『最後のちゃぶ台で歌うのよ、わたしたちは！』 | 2023年3月31日 - 4月2日 | 川崎市アートセンターアルテリオ小劇場    | 金沢知樹       | 阿達由香   | 相羽星良、青沼くるみ、天川れみ、和泉詩、羽野瑠華、大高みなみ、華野瑚子、茅本梨々華、北野夏々、国本姫万里                                                                                               |      |

#### イベント
- 女・組長祭2020（無観客生配信ライブ、2020年9月22日） - 「Do It Over」（牧内莉亜・渡辺梨世・崎本紗衣・鈴野いおり）などが出演[47][48]。
- 女・組長祭2021（渋谷区文化総合センター大和田 さくらホール、2021年10月17日） - 「Do It Over」（羽野瑠華・大高みなみ・渡辺梨世）などが出演[49]。
- 女・組長祭2022（渋谷区文化総合センター大和田 さくらホール、2022年10月23日） - 「Do It Over」（羽野瑠華・大高みなみ・北野夏々）などが出演[50]。

### Always Thankyou

#### 2023年
- 7月1日、劇団名「Always Thankyou」が発表され、Always Thankyou第1回公演が開催されることが発表された[1]。
- 9月2日 - 3日、Always Thankyou第1回公演『制服少女』が開催された[51]。
- 10月22日、劇団Always Thankyouの公演に向けて舞台を更に盛り上げるべくAlways Thankyouから選抜されたAlways Loveyouが結成された。Always Loveyouは舞台以外での活動をする際に使用する名称となる[12]。

#### 2024年
- 2月9日、北野夏々がスターダストプロモーションから退所していたことを報告した[52]。
- 3月24日、Always Loveyouのフリーライブイベントをもって平野結愛・渡辺梨世がAlways Thankyou及びAlways Loveyouから脱退した[5]。
- 5月1日、Always Thankyou第2回公演『放課後WARS DIARY』に瑞城さくら、高嶋杏が追加出演することが発表された[53]。
- 7月1日、Always Loveyouが過去舞台披露楽曲を再収録した配信限定シングル『Always Loveyou Special Edition』配信開始[16]。
- 8月31日 - 9月1日、Always Thankyou第2回公演『放課後WARS DIARY』が開催された[54]。
- 9月29日、Always Thankyou及びAlways Loveyouの新体制が発表され、両グループとも5名（彩永あいり・大高みなみ・美南早希・大桃ゆず・羽野瑠華）所属することが発表された[7]。
- 11月3日、Always Loveyouが女・組長祭2024（渋谷区文化総合センター大和田 さくらホール）に出演[21]。
- 11月20日、Always Loveyouが過去舞台披露楽曲を再収録した配信限定シングル『劇的ヒロイン』配信開始[17]。
- 11月22日・23日、Always LoveyouがSTARDUST THE PARTY 2024（横浜BUNTAI）にオープニングアクトとして出演[22]。

#### 2025年
- 3月12日、Always Loveyouがグループ初のオリジナル楽曲となる配信限定シングル『愛とか恋とか知らない』配信開始[18]。また同日、グループカラーとメンバーカラーが設定された[15]。
- 6月11日、Always Loveyouが配信限定シングル『Ready!』配信開始[19]。
- 6月22日、同年8月30日・31日に開催が予定されている劇団Always Thankyou第3回公演『ONOBORISAN』をもって劇団Always Thankyouとしての活動を終了することが発表された。なお、Always Loveyouに関しては活動が継続される予定となっている[4]。